# Paskalis Bruno Syukur
Paskalis Bruno Syukur OFM (ur. 17 maja 1962 w Ranggu) – indonezyjski duchowny katolicki, biskup diecezjalny Bogor od 2013.

## Życiorys
Święcenia kapłańskie otrzymał 2 lutego 1991 w zakonie franciszkanów. Był m.in. mistrzem nowicjatu, ministrem indonezyjskiej prowincji zakonnej oraz definitorem generalnym zgromadzenia dla Azji i Oceanii.
21 listopada 2013 papież Franciszek mianował go biskupem diecezjalnym Bogor. 22 lutego 2014 z rąk biskupa Cosmasa Angkury przyjął sakrę biskupią.
6 października 2024 podczas modlitwy Anioł Pański papież Franciszek ogłosił jego nominację kardynalską. 22 października 2024 złożył rezygnację z przyjęcia godności kardynalskiej, którą papież Franciszek przyjął.